# 人事労務管理
人事労務管理（じんじろうむかんり、英: human resources management, personnel labor management, etc）は、経営管理の領域の一つで、組織（主に企業）が従業員に対して行う管理活動。
「人事管理」、「労務管理」、「人的資源管理」などの類義語があり、論者や文脈により、それぞれ語の指す意味合いが異なる場合もある。また、米国の従来のpersonal managementに「労務管理」、human resource management（HRM）に「人材マネジメント」の訳をあてることがある。

## 人事労務管理の体系

### 人事管理と労務管理
人事労務管理は、労働力の効率的な使用のための「人事管理（personnel management）」と労働者と経営者の利害対立の調整のための「労使関係管理（industrial relations）」の2つに大別される。
本項では黒田・関口他『現代の人事労務管理』による区分例 を紹介する。これらの管理機能は個別的に働いているわけではなく、それぞれ相互補完的に働いていることに留意されたい。
- 人事管理
  - 雇用管理

採用、配置、職務分析、人事考課など。良質な労働力の確保や適材適所の配置を目指す。
  - 作業管理

時間研究・動作研究、職務再設計など。
  - 時間管理

労働時間制度（変形労働時間制など）や休業・休暇のシステムの構築など。
  - 賃金管理

職能給、出来高給、年俸制、退職金、各種手当など、賃金制度に関する管理。
  - 安全・衛生管理

労働災害やヒューマンエラーによる事故、従業員のモチベーション低下を防止することを目的として、職場の労働環境の改善や、従業員の健康管理を図る。日本においては、労働安全衛生法にて、事業者に衛生管理の実施を義務付けている。
  - 教育訓練

研修、OJT、ジョブ・ローテーション、資格取得勧奨等の自己啓発推進など。労働力の質を向上させる。
- 労使関係管理
  - 労働組合対策

団体交渉、労働協約など。労使協調体制を目指す。
  - 従業員対策

福利厚生、苦情処理制度など。従業員個々人の不満を取り除く。

戦前の日本においてはホワイトカラーを対象とする「人事管理」とブルーカラーを対象とする「労務管理」は別個に扱われていた。戦後はこのような区別がなくなり、論者によって様々な意味で使用されるようになったが、両者を合わせて「人事労務管理」と呼ぶのが一般的になっている。

### 人材マネジメント
人材マネジメントは米国発祥のHuman resource management（HRM）の日本語訳である。米国では1950年代後半から1960年代にかけて従来の労務管理（personal management）にかわって人材マネジメント（Human resource management）への転換が生じ、人を代替可能なコストではなく投資すべき資源と考えられるようになったといわれている。
人事測定研究所編『トータル人事システムハンドブック（HRR）』では、人材マネジメントは人事評価、報酬、等級、リソースフロー、人材開発、組織開発の6つの要素で構成されるとしている。

## 米国における人事管理
米国では1900年代から従来の経験則的なその場しのぎの経営ではなく、ノルマの設定などによる作業の標準化管理を行う科学的管理法が導入された。しかし、1920年代から1930年代にかけてホーソン実験によって客観的な職場環境以上に職場での人間関係や目標意識が労働者の作業能率に影響するという仮説が導き出された。そこでソフトバージョンやハードバージョンの人材マネジメントが重視されるようになった。

### ソフトバージョン
1940年代後半から社員のモチベーションやコミットメントの向上を通じて成果を最大化するネオヒューマンリレーションズの流れが起き、人材マネジメントのソフトバージョンの側面が形成された。

### ハードバージョン
1970年代からの企業戦略論などの登場により、戦略的に人的資源を活用する視点が必要と考えられるようになり、人材マネジメントのハードバージョンの側面が形成された。

## 日本における人事管理
日本においては、人事労務管理が諸外国と比べて特異な発達を遂げたと考えられてきた。例えばジェイムズ・アベグレンが著書『日本の経営』（1958年）で示した「日本的経営の三種の神器」である終身雇用、年功序列、企業別労働組合は全て人事労務管理政策のカテゴリーにあることからもわかる。アベグレンが同書を発表した当時は、日本の異質な経営文化に基づくものだとの見解が多かったが、1970年代末から、高生産性をみせる日本企業の特徴として世界に広まった。また、日本では学校において実践的な職業教育を行う例がほとんど無いため、入社後の企業内での教育・訓練等、OJTによる知識・経験の蓄積が重要視され、企業の責任においてなされるべきだと考える企業が多い。 企業内教育が重要視されてきたことも特徴といえるだろう。

### 戦後の日本における人事管理の変遷
高度経済成長期前後までは単純年功序列が主流であった。だが、日本的経営がもてはやされたころには、経済発展に伴って単純な年功序列は姿を消し、個々の従業員の職務遂行能力で処遇する能力主義と呼ばれる管理手法が取られていた。これは当時の日経連（日本経営者団体連盟、現日本経済団体連合会）が1969年に発表した『能力主義管理-その理論と実践』で提唱したシステムである。その方法論として、職能資格制度が導入された。とはいえ、実際の運用では、年功的な基準に能力・実績である程度の処遇差を設ける運用が主流であった。
長らく能力主義管理が行われてきたが、バブル崩壊後の景気低迷状況下の1995年、日経連（当時）は『新時代の「日本的経営」――挑戦すべき方向とその具体策』との報告書を発表した。同報告書では「雇用ポートフォリオ論」が主張されているが、これは『「従業員の個性と創造的能力を引き出す」とともに「従業員のニーズに即して多様な選択肢を用意」する』要求への回答として人事管理の方向性を示したものである。同報告書では目指すべき雇用形態として(1)長期雇用（終身雇用）を前提として積極的に能力開発を施し、基幹的職務に従事させる「長期蓄積能力活用型グループ」(2)有期の雇用契約を前提として企画開発・デザインなど専門性の高い職務に従事させる「高度専門能力開発型グループ」(3)経営環境や業績に応じて雇用調整しやすい短期雇用で特別な知識や職業訓練を必要としないか短期の研修で済む職務に従事させる「雇用柔軟型グループ」――の３つのグループに分けることを提唱している。それぞれに応じた賃金・教育訓練等の処遇を行い、必要に応じた雇用調整を容易にし、人材活用の面から経営の効率化を目指すものだった。だが、2000年代に入ると非正規雇用の増加や（正規雇用との）待遇格差が社会問題となり、日経連の「雇用ポートフォリオ論」がその要因をつくったとの批判も出ている。
2000年、日経連は『経営のグローバル化に対応した日本型人事システムの革新』と題する提言を発表する。ここでは成果主義の導入を提言しており、前後して成果主義的な制度を導入する企業が相次いだ。多くは、コンピテンシーの導入や人事評価制度の修正などで能力主義を客観的で公正な評価システムに再構築するという形をとった。しかし、一部で（評価基準を個人の業績のみに設定する等の）稚拙な成果主義制度の導入によって生産性低下などの問題が発生した例もあり（参考）、問題点も認識され、単純な成果主義制度を取る企業は少ない。
また、これらの流れとは別に、労働者保護や差別撤廃、生活スタイルの変化などの社会からの要請に応える形で、男女雇用機会均等法や育児・介護休業法等の新制度創設や規制の強化（場合によっては規制緩和）などが適宜行われている。

### 人事労務管理の実施
日本の大手企業においては、一般に本社人事部のような専門部署が、採用・人材配置・教育訓練・福利厚生・組合対策等の人事労務政策の企画立案から実施に至るほぼ全てを担っている。各事業部や営業所、事業場に人事担当部署（人事専門とは限らない）が存在する場合でも、本社人事部が中央集権的に君臨することが多い。また、ライン部門に対して、本来は助言や補佐を行うスタッフ部門である人事部の影響力が強いのも特徴である。
ただし、ブルーカラーや短期雇用者などは、事業場毎に予算や計画の範囲内で採用等について一定の権限委譲がなされている場合もある。また、総合商社のように伝統的に各事業部の独立意識の強い企業や、意識的に分権政策を行っている企業などの例外もある。
学術団体としては、1926年7月10日、日本経営学会が創設されている。1951年4月21日、日本商業学会が慶應義塾大学教授向井鹿松を初代会長として設立されている。

## 国際人事管理
企業が成長して海外進出し、多国籍企業となるとき、国際的展開を見据えた新たな人事管理の手法を構築する必要に迫られる。こうした問題に対応する「国際人事管理」の研究もなされている。
国際人事管理に特有の主要な機能として「海外派遣要員の雇用管理」と「経営の現地化」が挙げられる。「海外派遣要員の雇用管理」は、海外派遣要員の選定、要員の教育訓練、派遣中の要員に対する各種支援（予算措置や人員の追加派遣、経済や現地情勢等の情報提供など）、派遣期間終了後のキャリア保証といった課題がある。
「経営の現地化」とは、現地法人の経営に現地国籍人の従業員を参画させ、現地社会に溶け込ませ、最終的には一体化させることである。この場合、どの程度の割合で現地人を従業員採用し、教育訓練や技術移転を行い、管理職や経営層に登用するといった権限を与えるべきかという問題がある。日本企業の多くが「経営の現地化」に消極的なために現地法人の成長を阻害しているとの指摘もある。。

## 関連文献・記事
- CiNii>人事労務管理